# 自民県政クラブ
自民県政クラブ（じみんけんせい-）は、茨城県議会における保守系会派。
建設大臣時代の1993年にゼネコン汚職事件で逮捕され自由民主党を離党して2000年の第42回衆議院議員総選挙に無所属で出馬した中村喜四郎を、応援した自由民主党県議会議員により2002年に設立された。

## 概要
2006年12月10日の県議会選挙では5議席を獲得した。この選挙では、古河市選挙区、結城市選挙区、旧・水海道市選挙区（現・常総市）、旧・北相馬郡選挙区（利根町、旧・藤代町）、旧・筑波郡選挙区（つくばみらい市）に無所属候補を擁立し水海道市は無投票当選したが、それ以外の選挙区に自民党から刺客候補を擁立されたにもかかわらず、筑波郡選挙区以外は、すべて自民県政クラブの現職候補が当選を果たし、中村の地元である茨城7区を含む県西地域を中心に強さを見せる結果となった。
選挙後、北相馬郡選挙区で当選した川口三郎は病死し自民候補に議席を譲り、水海道市で無投票当選した長谷川典子は常総市長に転身した。
しかし、中村は、2014年茨城県議会議員選挙から自民県政クラブの候補者への目立った応援を控えるようになるなど次第に距離を置き始め、2018年には国会でも民進党系の会派無所属の会に入会し野党色を鮮明にする。
2018年茨城県議会議員選挙においては、中村喜四郎の長男・中村勇太が無所属で古河市選挙区（定数3）から出馬し、長期間、喜四郎を支えて来た、同選挙区を地盤とする江田隆記と票を食い合う形となり、結果、勇太が当選し、江田は落選。勇太は県政クラブへ所属せず、無所属となったため、県政クラブは勢力を5議席から4議席に減らした。喜四郎は、同選挙区から出馬し落選した共産党候補に応援の為書きを送っている。
2019年8月には自民県政クラブ所属の4議員のうち、2名が会派を退会。
退会したうち半村登（坂東市・五霞町・境町選挙区）は8月23日に、川口政弥（取手市選挙区）は2020年4月21日に、いばらき自民党に会派入りした。
2020年6月2日、飯田智男が常総市長選挙への立候補に伴い議員辞職した事に伴い所属議員が1名となったため会派として消滅した。
2021年2月10日に、最後の会派所属議員で無所属となっていた臼井平八郎がいばらき自民党に入会した。8月27日の茨城県議会補欠選挙で無投票当選した飯田智男は、いばらき自民党に入会した。